# Robert Anker
Rengert Robert Anker (Oostwoud, 27. april 1946 – Amsterdam, 20. januar 2017) var en nederlandsk forfatter, digter og litteraturkritiker.
Anker debuterede i 1979 som digter med Waar ik nog ben (Hvor jeg endnu er. Før 1979 publicerede han digte i forskellige tidsskrifter, som De Revisor. Debut'en var en traditionel digtsamling, inspireret af Ankers ungdom i det Vestfrisiske Oostwoud. Debut'en var rettet indad, men snart kom der vægt på den ydre verden, som i Van het balkon (1983), og på sociale problemer, som i De broekbewapperde mens (2002). Fra natur flyttede perspektivet til livet i byen.
I hans studieperiode i Amsterdam, hvor Anker siden har boet og arbejdet, skrev han skuespiller og digte, og senere også romaner, historier, essays om litteratur og kunst, og ungdomslitteratur. Hans arbejde er blevet belønnet med Libris litteraturpris, F. Bordewijk-prijs (både i prosa), Jan Campert-prijs og Herman Gorterprijs (både poesi). Anker var redaktør af Tirade og underviste i engelsk. Senere blev han litteraturkritiker i Het Parool og forfatter på fuld tid. Anker døde den 20. januar 2017 i en alder af 70. På sammen dag udkom hans sidste bog, romanen In de wereld.

## Eksterne link
- (nederlandsk/hollandsk) Biografier, værker og tekster hos Digitale Bibliotheek voor de Nederlandse Letteren (dbnl). Digitale Bibliotheek voor de Nederlandse Letteren (dbnl)